# Chorągwice
Chorągwice es una localidad del distrito de Góra, en el voivodato de Baja Silesia (Polonia). Se encuentra en el suroeste del país, dentro del término municipal de Jemielno, a unos 9 km al noroeste de la localidad homónima y sede del gobierno municipal, a unos 11 al suroeste de Góra, la capital del distrito, y a unos 65 al noroeste de Breslavia, la capital del voivodato. Chorągwice perteneció a Alemania hasta 1945.
- Datos: Q5105314

1. ↑  Worldpostalcodes.org,código postal n.º 56-209.